# Shinya Tsukamoto
Shinya Tsukamoto (塚本 晋也, Tsukamoto Shin'ya, nascut l'1 de gener de 1960) és un cineasta i actor japonès. Amb un considerable seguiment de culte tant al país com a l'estranger, Tsukamoto és conegut sobretot per la seva pel·lícula de body horror/cyberpunk Tetsuo: The Iron Man (1989), que es considera la pel·lícula definitòria del moviment cyberpunk japonès, així com per les seves peces complementàries Tetsuo II: Body Hammer (1992) i Tetsuo: The Bullet Man (2009).
Altrse pel·lícules seves són Tokyo Fist (1995), Bullet Ballet (1998), A Snake of June (2002), Vital (2004), Kotoko (2011) i Killing (2018).
A més de protagonitzar gairebé totes les seves pel·lícules, Tsukamoto també ha aparegut com a actor en pel·lícules d'altres directors, com Martin Scorsese, Takashi Miike i Hideaki Anno. S'ha citat com a influència en cineastes populars de l'oest com Quentin Tarantino, David Fincher, Darren Aronofsky i The Wachowskis.

## Biografia
Tsukamoto va començar a fer pel·lícules als 14 anys, quan el seu pare li va regalar una càmera Super 8. Les seves influències cinematogràfiques inclouen David Lynch, David Cronenberg, i Akira Kurosawa. Va fer una sèrie de pel·lícules, que van des de curts de 10 minuts fins a llargmetratges de 2 hores, fins al seu primer any a la universitat quan va perdre temporalment l'interès pel cinema. Aleshores, Tsukamoto va crear un grup de teatre, del que en formarien part Kei Fujiwara, Nobu Kanaoka i Tomorowo Taguchi, tots ells van continuar treballant amb Tsukamoto fins al rodatge de "Tetsuo: The Iron Man". Una de les seves produccions teatrals en aquest moment era Denchu Kozou no Boken. Al final de la producció, Tsukamoto no va voler malgastar tot l'esforç que havien fet per construir el plató, així que va decidir rodar una versió cinematogràfica.
Les primeres pel·lícules de Tsukamoto, Futsu Saizu no Kaijin (1986) i Denchu Kozou no Boken (1987), eren curtmetratges de ciència-ficció rodats en pel·lícula de 8 mm en color que van donar lloc al seu 16 mm en blanc i negre Tetsuo: The Iron Man. Tsukamoto ha declarat que té una relació d'amor-odi amb Tòquio i, al final, els personatges (Tsukamoto i Taguchi) es van proposar destruir-la. Tetsuo es considera un dels principals exemples de cyberpunk japonès.
La següent pel·lícula de Tsukamoto, Hiruko the Goblin, va ser una pel·lícula de terror més convencional, sobre els dimonis que s'alliberaven de les portes de l'infern. A continuació, va crear un seguiment de Tetsuo, Tetsuo II: Body Hammer (1992), que va revisar molts dels mateixos temes que el primer però amb un pressupost més gran i filmat en color. en pel·lícula de 35 mm. Com a resultat, la pel·lícula sovint s'interpreta més com una peça acompanyant que com una veritable seqüela. A Body Hammer,, el fill d'un salaryman (Taguchi) és segrestat per un grup de matons, que després obliguen la ràbia naixent de l'home a fer-lo mutar en una arma humana gegant. Tokyo Fist (1995) va tornar a tractar la idea de la ràbia com a força transformadora (similar a The Brood de David Cronenberg [1979]). Aquí, un venedor d'assegurances senzill (Tsukamoto) descobreix que un vell amic seu, ara un boxejador semiprofessional, pot estar tenint una aventura amb la seva promesa. Aleshores, el venedor entra en un programa d'entrenament de boxa rigorós i autodestructiu per recuperar-la.
A Bullet Ballet (1998), un home (Tsukamoto) descobreix que la seva núvia de fa temps es va suïcidar amb una pistola, i s'obsessiona amb aconseguir una arma com aquesta. El seu comportament decidit fa que s'enfronti a una colla de pinxos, sobretot quan mostra interès per la jove que és un dels seus compatriotes. Geminis (1999) va ser una adaptació d'una història d'Edogawa Rampo, en què un metge de camp amb pretensions de superioritat es trenca la vida quan entra a la seva vida un altre home que és el seu duplicat exacte. Les coses es compliquen encara més perquè el bessó pren el control de la seva dona, una amnèsica amb antecedents criminals. A Snake of June (2002) va tornar a trobar que Tsukamoto utilitzava la fórmula de dos homes competint per una dona, mentre una jove rep xantatge a un comportament sexual pervers en contra de la voluntat del seu marit, fins que el seu marit descobreix que gaudeix més del xantatge que no pas el xantatjador.
Vital (2004) torna a presentar un triangle amorós, aquesta vegada format per dues dones i un home. La història tracta d'un jove la xicota del qual mor en un accident de cotxe conduït per ell. És estudiant de medicina i se li dona el seu cos per disseccionar a classe (sigui per casualitat o intencionadament no és clar). Tsukamoto també va actuar i va dirigir el curtmetratge Haze el 2005. El 2006, Tsukamoto va dirigir el thriller de terror Nightmare Detective (2006). La pel·lícula se centra en un vagabund amb la capacitat sobrenatural d'endinsar-se en els somnis dels altres i un agent de policia que li suplica que l'ajudi a resoldre una sèrie d'assassinats estranys comesos per un assassí en sèrie (Tsukamoto) amb una habilitat similar.
Tsukamoto actua en gairebé totes les seves pel·lícules, amb l'excepció de les en què va treballar com a "director de lloguer" (és a dir, "Hiruko the Goblin" i "Geminis"). Tsukamoto també ha aparegut a moltes pel·lícules de directors, com ara Dead or Alive 2: Birds (2000) de Takashi Miike i Ichi the Killer (2001), a més de Blind Beast vs. Nan (2001) de Teruo Ishii. Va ser l'actor principal a Marebito de Takashi Shimizu (2004), i més recentment va aparèixer a Welcome to the Quiet Room (2007) i Shin Godzilla (2016) de Hideaki Anno i Silence (2016) de Martin Scorsese.
També és un exitós artista de veu en off per a publicitat televisiva al Japó. També va proporcionar la veu japonesa de Vamp al joc de PlayStation 3 de 2008 Metal Gear Solid 4: Guns of the Patriots. Tsukamoto havia d'interpretar el personatge de Metal Gear Solid 2: Sons of Liberty (després que la primera opció de Hideo Kojima, Kaneto Shiozawa, morís abans de començar el càsting) però no estava disponible a causa de conflictes de programació, de manera que se li va assignar el paper a Ryōtarō Okiayu.
Tsukamoto va ser membre del jurat del Mostra Internacional de Cinema de Venècia el 1997 i el 2019.

## Premis
Per referències:
- The Adventures of Electric Rod Boy – PIA Film Fest (Japó) – Gran Premi
- Tetsuo: The Iron Man – Fantafestival (Italy) – Gran Premi
- Tetsuo: The Iron Man – Sweden Fantastic Film Festival – Premi del Públic a la millor pel·lícula
- Hiruko the Goblin – Fantasporto – Millor pel·lícula
- Tetsuo II: Body Hammer – Festival Internacional de Cinema Fantastic de Brussel·les – Silver Raven
- Tetsuo II: Body Hammer – Fantasporto – Premi Especial del Jurat Internacional de Cinema Fantastic
- Tetsuo II: Body Hammer – 3r Festival Internacional de Cinema Fantàstic de Yubari (1992)[15]
- Tetsuo II: Body Hammer – Menció especial del jurat al XXV Festival Internacional de Cinema Fantàstic de Sitges[16]
- Bullet Ballet – Festival de Cinema Fantàstic de Suècia – Gran Premi del Jurat
- Gemini – Festival Internacional de Cinema Fantastic de Neuchatel – Millor pel·lícula internacional
- A Snake of June – Festival de Cinema de Venècia – Llargmetratges del Premi Kinematrix
- A Snake of June – Festival de Cinema de Venècia – Premi Especial del Jurat San Marco
- Vital – Festival Internacional de Cinema Fantastic de Brussel·les – Silver Raven
- Vital – XXXVII Festival Internacional de Cinema Fantàstic de Catalunya – Secció Noves Visions
- Vital – Fantasporto – Premi Especial del Jurat de la Secció Orient Express
- Kotoko – El premi Orizzonti a la 68a Mostra Internacional de Cinema de Venècia (2011)

## Filmografia

### Director
| Any  | Títol internacional                | Títol japonès                  | Romaji                                      | Notes                            |
| ---- | ---------------------------------- | ------------------------------ | ------------------------------------------- | -------------------------------- |
| 1974 | Genshi-san                         | 原始さん                       | Genshi-san                                  | Primer curt en Super-8 (10 min). |
| 1975 | Story of a Giant Cockroach         | 巨大ゴキブリ物語               | Kyodai Gokiburi Monogatari                  | Super-8 (50 min).                |
| 1975 | Wings                              | 翼                             | Tsubasa                                     | Super-8 (25 min).                |
| 1976 | Cloudy                             | 曇天                           | Donten                                      | B&W Super-8 (60 min).            |
| 1977 | It flew in hell                    | 地獄町小便小僧にて飛んだよ     | Jigoku Machi Shouben Kozou ni te Tobenda yo | Super-8 (120 min).               |
| 1978 | New Wings                          | 新・翼                         | Shin: Tsubasa                               | Super-8 (40 min).                |
| 1979 | Flying Lotus Flower                | 蓮の花飛べ                     | Hasu no Hana Tobe                           | Super-8 (90 min).                |
| 1986 | The Phantom of Regular Size        | 普通サイズの怪人               | Futsu Saizu no Kaijin                       | Super-8 (18 min).                |
| 1987 | The Adventures of Electric Rod Boy | 電柱小僧の冒険                 | Denchu Kozou no Boken                       | Super-8 (47 min).                |
| 1989 | Tetsuo: The Iron Man               | 鉄男 ＴＥＴＳＵＯ              | Tetsuo                                      | 16mm B&W (67 min)                |
| 1991 | Hiruko The Goblin                  | ヒルコ 妖怪ハンター            | Hiruko Youkai Hanta                         | 35mm (89 min)                    |
| 1992 | Tetsuo II: Body Hammer             | 鉄男 II ＢＯＤＹ ＨＡＭＭＥＲ  | Tetsuo II: Body Hammer                      | 35mm (83 min)                    |
| 1995 | Tokyo Fist                         | ＴＯＫＹＯ ＦＩＳＴ            | Tokyo Fist                                  | 16mm (87 min)                    |
| 1998 | Bullet Ballet                      | BULLET BALLET バレット・バレエ | Bullet Ballet                               | 16mm B&W (87 min)                |
| 1999 | Gemini                             | 双生児-GEMINI-                 | Sōseiji                                     | 35mm (83 min)                    |
| 2002 | A Snake of June                    | 六月の蛇                       | Rokugatsu no Hebi                           | 16mm (77 min)                    |
| 2004 | Vital                              | ヴィタール                     | Vital                                       | 35mm (86 min)                    |
| 2005 | Haze                               | ＨＡＺＥ                       | Haze                                        | DV (49 min)                      |
| 2005 | Female                             | female フィーメイル            | Fīmeiru                                     | Segment: Tamamushi.              |
| 2006 | Nightmare Detective                | 悪夢探偵                       | Akumu Tantei                                |                                  |
| 2008 | Nightmare Detective 2              | 悪夢探偵2                      | Akumu Tantei 2                              |                                  |
| 2010 | Tetsuo: The Bullet Man             | 鉄男 THE BULLET MAN            | Tetsuo: The Bullet Man                      |                                  |
| 2011 | Kotoko                             | KOTOKO                         | Kotoko                                      |                                  |
| 2014 | Fires on the Plain                 | 野火                           | Nobi                                        |                                  |
| 2018 | Killing                            | 斬、                           | Zan                                         |                                  |

### Actor

#### Cinema
| Any  | Títol                      | Paper              | Director                    | Notes                        | Ref(s) |
| ---- | -------------------------- | ------------------ | --------------------------- | ---------------------------- | ------ |
| 1989 | Tetsuo: The Iron Man       | Metal Fetishist    | Ell mateix                  |                              |        |
| 1995 | Tokyo Fist                 | Tsuda Yoshiharu    | Ell mateix                  |                              | [ 21 ] |
| 1997 | Tōkyō Biyori               |                    | Naoto Takenaka              |                              |        |
| 1998 | Wait and See               |                    | Shinji Sōmai                |                              |        |
| 2000 | Dead or Alive 2: Birds     |                    | Takashi Miike               |                              |        |
| 2001 | Ichi the Killer            | Jijii              | Takashi Miike               |                              |        |
| 2002 | Blind Beast vs. Dwarf      |                    | Teruo Ishii                 |                              |        |
| 2004 | Marebito                   |                    | Takashi Shimizu             | Lead role                    |        |
| 2004 | Otakus in Love             |                    | Suzuki Matsuo               |                              |        |
| 2007 | Welcome to the Quiet Room  |                    | Suzuki Matsuo               |                              |        |
| 2014 | Fires on the Plain         | Tamura             | Ell mateix                  | També productor / guionista. |        |
| 2016 | Shin Godzilla              | Kunio Hazama       | Hideaki Anno/Shinji Higuchi |                              |        |
| 2016 | Silence                    | Mokichi            | Martin Scorsese             | Pel·lícula estatunidenca     |        |
| 2016 | Scoop!                     | Taga               | Hitoshi Ōne                 |                              |        |
| 2021 | Kiba: The Fangs of Fiction | Tamio Takano       | Daihachi Yoshida            |                              |        |
| 2021 | DIVOC-12                   | Manager            | Shin'ichiro Ueda            |                              | [ 22 ] |
| 2023 | Shin Kamen Rider           | Hiroshi Midorikawa | Hideaki Anno                |                              | [ 23 ] |

#### Televisió
| Any       | Títol                      | Paper                     | Cadena       | Notes       | Ref(s) |
| --------- | -------------------------- | ------------------------- | ------------ | ----------- | ------ |
| 2007      | Sexy Voice and Robo        |                           | NTV          |             |        |
| 2009–2011 | Saka no ue no kumo         | Akashi Motojiro           | NHK          |             |        |
| 2010      | GeGeGe no Nyōbō            |                           | NHK          | Asadora     |        |
| 2012      | Carnation                  | Takeshi Haraguchi         | NHK          | Asadora     |        |
| 2016      | Tokyo Trial                | Michio Takeyama           | NHK, Netflix |             |        |
| 2018      | Half Blue Sky              | Prof. Usakawa             | NHK          | Asadora     |        |
| 2019      | Idaten                     | Michimasa Soejima         | NHK          | Taiga drama |        |
| 2021      | Welcome Home, Monet        | Tomohisa "Tom-san" Tanaka | NHK          | Asadora     | [ 24 ] |
| 2022      | Lost Man Found             | Ell mateix                | Disney+, NHK |             | [ 25 ] |
| 2023      | A Day-Off of Hana Sugisaki |                           | Wowow        | Episodi 2   | [ 26 ] |